# Middle (sheading)
Middle (Medall in mannese) è uno dei sei Sheading dell'Isola di Man ed è formato dalle parrocchie di Braddan, Marown e Santon, oltre alla parrocchia urbana di Douglas.